# Jeri Ryan
Jeri Ryan, nata Jeri Lynn Zimmerman (Monaco di Baviera, 22 febbraio 1968), è un'attrice statunitense, attiva principalmente in televisione, che ha preso parte a produzioni di rilievo quali, tra le altre, Star Trek: Voyager, grazie a cui acquisì notorietà interpretando il personaggio di Sette di Nove, poi riproposto nella serie Star Trek: Picard, e, a seguire, Boston Public e The O.C.

## Biografia
Jeri Ryan nasce Jeri Zimmerman a Monaco di Baviera, nell'allora Germania Ovest, da genitori statunitensi: suo padre Jerry Zimmerman, militare dell'esercito, e sua madre Sharon; in virtù dei vari trasferimenti di suo padre cresce in varie basi militari tra Europa e Nord America, in particolare in Kansas, Maryland, Georgia e Texas. A 11 anni la sua famiglia si insedia stabilmente a Paducah nel Kentucky. Dopo aver ottenuto il diploma di scuola superiore nel 1986 Jeri Zimmerman frequenta la Northwestern University ricevendo un importante riconoscimento per meriti scolastici.
Nel 1989 ottiene il titolo di Miss Illinois e nel 1990 giunge terza al concorso di Miss America. La Zimmerman inizia la sua carriera con una piccola parte nella commedia Un biglietto in due mentre ancora frequenta l'università, ma il film viene tagliato nella versione finale e lei non vi compare. Terminati gli studi si trasferisce a Los Angeles dove continua a lavorare nel campo della recitazione.
Nel frattempo, sposatasi con il finanziere Jack Ryan, del quale assume il cognome divenendo nota come Jery Ryan, debutta ufficialmente accreditata in un episodio della serie Casalingo Superpiù (Who's the Boss?) del 1991, al quale seguono delle parti come guest star nei telefilm Matlock, La signora in giallo, Melrose Place e Sentinel. L'occasione per sfondare le si presenta con il ruolo fisso di investigatrice extraterrestre in Dark Skies - Oscure presenze. La serie viene chiusa dopo una sola stagione, ma basta a Jeri Ryan per farsi un nome nel mondo delle serie fantascientifiche.
Nel 1997 entra a far parte del cast della quarta stagione di Star Trek: Voyager nel ruolo di una Borg, Sette di Nove, liberata dalla Collettività, guadagnando da subito un enorme successo diventando una sex symbol. Dopo la conclusione di Star Trek: Voyager nel 2001 la Ryan, nel frattempo divorziata ma ormai nota con il cognome dell'ex marito, entra nel cast di Boston Public, nel ruolo di Ronnie Cooke, avvocato frustrato che abbandona la toga per diventare insegnante di scuola superiore, personaggio che il produttore, David E. Kelley, scrive appositamente per lei.
Dopo un'ulteriore apparizione al cinema in Abbasso l'amore, fa parte nel 2005 del cast di sei episodi di O.C.. Dal 2006 e per tutte le due stagioni della serie è in Shark - Giustizia a tutti i costi nel ruolo di Jessica Devlin fino alla cancellazione della serie.
Nel giugno 2010 appare nel cortometraggio Mortal Kombat: Rebirth di Kevin Tancharoen. Quindi entra nel cast regolare del medical drama Body of Proof, in onda dal 29 marzo 2011 sulla ABC, nel ruolo di Kate Murphy, medico legale capo, responsabile del laboratorio di analisi. La serie, formata da 9 episodi della prima stagione e 20 della seconda stagione, viene rinnovata per la terza e ultima stagione di 13 episodi.
Nel 2011 interpreta Sonya Blade nella serie web Mortal Kombat: Legacy, diretta sempre da Kevin Tancharoen. Torna a interpretare l'ex drone Borg, Sette di Nove, nella serie del 2020 Star Trek: Picard.

## Filmografia

### Cinema
- Men Cry Bullets, regia di Tamara Hernandez (1999)
- The Last Man, regia di Harry Ralston (2000)
- Faccia a faccia (The Kid), regia di Jon Turteltaub (2000)
- Dracula's Legacy - Il fascino del male (Dracula 2000), regia di Patrick Lussier (2000)
- Abbasso l'amore (Down with Love), regia di Peyton Reed (2003)
- Devil's Revenge, regia di Jared Cohn (2019)

### Televisione
- Casalingo Superpiù (Who's the Boss?) – serie TV, episodio 7x17 (1991)
- Flash (The Flash) – serie TV, episodio 1x15 (1991)
- Top of the Heap – serie TV, episodio 1x06 (1991)
- Corsie in allegria (Nurses) – serie TV, episodio 1x06 (1991)
- Ragionevoli dubbi (Reasonable Doubts) – serie TV, episodio 1x10 (1991)
- Fascino mortale (Nightmare in Columbia County), regia di Roger Young – film TV (1991)
- Just Deserts, regia di Dan Lerner – film TV (1992)
- The Jackie Thomas Show – serie TV, episodio 1x06 (1993)
- Il giorno del sacrificio (In the Line of Duty: Ambush in Waco), regia di Dick Lowry – film TV (1993)
- Matlock – serie TV, episodi 8x02 - 8x03 (1993)
- Time Trax – serie TV, episodio 2x18 (1994)
- La signora in giallo, (Murder, She Wrote) – serie TV, episodio 11x13 (1995)
- Charlie Grace – serie TV, episodio 1x05 (1995)
- Il cliente (The Client) – serie TV, episodio 1x15 (1996)
- Ragazza squillo (Co-ed Call Girl), regia di Michael Ray Rhodes – film TV (1996)
- Melrose Place – serie TV, episodi 4x21 - 4x24 (1996)
- Un detective in corsia, (Diagnosis Murder) – serie TV, episodio 3x16 (1996)
- Pier 66, regia di Michael Lange – film TV (1996)
- Dark Skies - Oscure presenze (Dark Skies) – serie TV, 8 episodi (1997)
- Star Trek: Voyager – serie TV, 100 episodi (1997-2001)
- Sentinel (The Sentinel) – serie TV, episodi 3x23 - 4x01 (1998-1999)
- Dilbert – serie animata, episodio 2x01 (1999) - voce
- Boston Public – serie TV, 59 episodi (2001-2004)
- Sudbury, regia di Bryan Spicer – film TV (2003)
- Due uomini e mezzo (Two and a Half Men) – serie TV, episodi 2x05 - 2x19 - 9x01 (2004-2005; 2011)
- The O.C. – serie TV, 7 episodi (2005)
- The Commuters, regia di Stephen Kay – film TV (2005)
- Boston Legal – serie TV, episodi 2x26 - 2x27 (2006)
- Shark - Giustizia a tutti i costi (Shark) – serie TV, 34 episodi (2006-2008)
- Law & Order - Unità vittime speciali (Law & Order: Special Victims Unit) – serie TV, episodi 10x18 - 11x05 - 11x17 (2009-2010)
- Leverage - Consulenze illegali (Leverage) – serie TV, 8 episodi (2009-2011)
- Psych – serie TV, episodio 4x15 (2010)
- Ogni casa ha i suoi segreti (Secrets in the Walls), regia di Christopher Leitch – film TV (2010)
- Il gioco dell'inganno (Dead Lines), regia di Louis Bélanger – film TV (2010)
- Mortal Kombat: Legacy – webserie, webisodi 1x01 - 1x02 (2011)
- Law & Order: Criminal Intent – serie TV, episodio 10x03 (2011)
- Warehouse 13 – serie TV, episodi 3x04 - 4x09 (2011-2012)
- Body of Proof – serie TV, 42 episodi (2011-2013)
- Helix – serie TV, 5 episodi (2014-2015)
- Major Crimes – serie TV, episodi 2x19 - 4x06 - 5x16 (2014-2015; 2017)
- NCIS - Unità anticrimine (NCIS) – serie TV, episodio 12x11 (2015)
- Arrow – serie TV, episodio 4x02 (2015)
- Bosch – serie TV, 12 episodi (2016-2019)
- Suspicion, regia di Brad Anderson – film TV (2018)
- Star Trek: Picard – serie TV, 19 episodi (2020-2023)
- MacGyver – serie TV, episodi 4x08 - 4x12 - 4x13 (2020)

## Doppiatrici italiane
Nelle versioni in italiano delle opere in cui ha recitato, Jeri Ryan è stata doppiata da:
- Chiara Colizzi in La signora in giallo, Law & Order - Unità vittime speciali (ep. 10x18, 11x05), Warehouse 13 (ep. 4x09), Bosch, MacGyver
- Monica Gravina in Star Trek - Voyager, Dark Skies - Oscure presenze, Law & Order - Unità vittime speciali (ep. 11x17), Leverage - Consulenze illegali
- Francesca Fiorentini in The O.C., Star Trek: Picard
- Alessandra Grado in Shark - Giustizia a tutti i costi, Body of Proof
- Giò Giò Rapattoni in Major Crimes
- Laura Boccanera in Un detective in corsia
- Chiara Salerno in Boston Public (st. 2-3)
- Roberta Greganti in Boston Public (st. 4)
- Irene Di Valmo in Due uomini e mezzo (st. 2)
- Gilberta Crispino in Due uomini e mezzo (ep. 9x01)
- Roberta Pellini in Ogni casa ha i suoi segreti
- Ilaria Latini in Abbasso l'amore
- Gabriella Borri in Dracula's Legacy - Il fascino del male
- Laura Romano in Boston Legal
- Claudia Razzi in Warehouse 13 (ep. 3x04)
- Sabrina Duranti in Psych
- Camilla Gallo in Law & Order - Criminal Intent
- Deborah Ciccorelli in NCIS - Unità anticrimine